# Bengt Fjällberg
Bengt Henrik Fjällberg (Tärnaby, 15 de septiembre de 1961) es un deportista sueco que compitió en esquí alpino.
Ganó una medalla de bronce en el Campeonato Mundial de Esquí Alpino de 1982, en la prueba de eslalon. 

## Palmarés internacional
| Campeonato Mundial | Campeonato Mundial   | Campeonato Mundial | Campeonato Mundial |
| Año                | Lugar                | Medalla            | Prueba             |
| ------------------ | -------------------- | ------------------ | ------------------ |
| 1982               | Schladming (Austria) | Medalla de bronce  | Eslalon            |